# Sualtam
Súaltam, auch Súaltaim, Súaldam, Súaldaim, Súaltach, mit dem Vatersnamen mac Róich ['suaLtivʼ mak Roiç], ist der Name einer Sagengestalt aus der Táin Bó Cuailnge („Der Rinderraub von Cooley“) im Ulster-Zyklus der keltischen Mythologie Irlands.

## Überlieferung

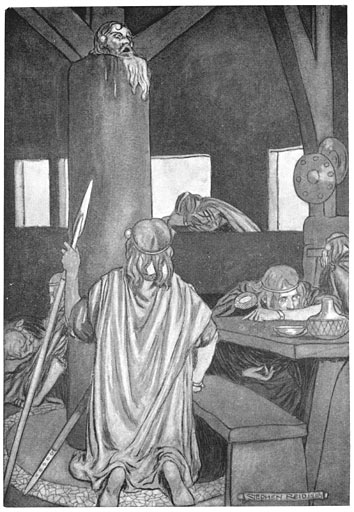
Sualtams Kopf warnt die Ulter

In der Remscéla  („Vorgeschichte“) der Táin Bó Cuailnge, Compert Con Chulainn („Cú Chulainns Empfängnis“), bleibt Deichtire, die Tochter (oder Schwester) Conchobhar Mac Nessas, für eine Nacht in einem Bauernhof, wo der Gott Lugh mit ihr schläft. Das aus dieser Verbindung entstandene Kind ist der spätere Ulter-Held Cú Chulainn. Die Schwangerschaft soll in einer anderen Version durch das Verschlucken eines kleinen Tierchens zustande gekommen sein, auch über einen Inzest Conchobhars mit seiner Tochter wird berichtet. Conchobhar vermählt seine Tochter daraufhin mit Sualtam, dem Sohn einer Elfe. Der Knabe wird von Deichtires Schwester Finncháem aufgezogen und erhält vorerst den Namen Sétanta mac Sualtaim. So wird Sualtam zum sterblichen Vater Cú Chulainns, Lugh zum göttlichen.
Als nach 17 Jahren Connacht unter dem Königspaar Medb und Ailill mac Máta einen Krieg gegen Ulster beginnt, überfällt die von Macha als Strafe verhängte Schwäche die Ulter-Krieger (Noínden Ulad), so dass Cú Chulainn und sein Vater Sualtam vorerst allein an einer Furt die feindlichen Truppen an der Grenze bei Iraird Cuilenn (Crossakiel, County Meath) abwehren müssen. Sualtam eilt an den Königshof Conchobhars in Emain Macha, um Hilfe herbeizuholen – er braucht dazu aus nicht überlieferten Gründen einige Monate. Er stürmt in die Halle und schreit seine Warnung heraus. Da es aber eine geis  („Tabu, Verbot“) ist, das Wort zu ergreifen, bevor zuerst drei Druiden und dann der König gesprochen haben, soll er hingerichtet werden. Deshalb will man ihn festnehmen, ohne auf seine Worte zu achten, aber er flieht. Als Sualtam vor der Halle stolpert, stürzt er gegen seinen Schildrand, der ihm den Kopf abtrennt. In einer Version reißt er sein Pferd so ungestüm herum, dass dabei das Unglück passiert. Auf dem Schild wird sein Kopf zurück in die Halle gebracht, wo er jedoch ununterbrochen seine Warnung weiter schreit. Nun erkennt Conchobhar endlich die Gefahr und rückt mit seinen schnell zusammengerufenen Kriegern Cú Chulainn zu Hilfe.